# Loch Urr
Loch Urr är en sjö i Storbritannien.   Den ligger i riksdelen Skottland, i den centrala delen av landet, 500 km nordväst om huvudstaden London. Loch Urr ligger 203 meter över havet.  I omgivningarna runt Loch Urr växer i huvudsak blandskog.